# Гектин, Юрий Михайлович
Юрий Михайлович Гектин (род. 4 января 1953 года, город Речица Белорусской ССР) — советский и российский учёный в области космического телевидения, спутниковой оптики, дистанционного зондирования Земли из космоса. Инженер, кандидат технических наук, главный конструктор направления холдинга «Российские космические системы» (РКС) Госкорпорации «Роскосмос».
Лауреат премии Правительства Российской Федерации в области науки и техники за  многофункциональный космический комплекс глобального оперативного гидрометеорологического м мониторинга нового поколения „Метеор-ЗМ“ (2017).

## Биография

### Ранние годы
Юрий Гектин родился 4 января 1953 года в городе Речица Белорусской ССР. В 1969 году окончил среднюю школу и в том же году поступил на физический факультет Московского государственного университета им. М. Ю. Ломоносова (МГУ). С 1976 года после окончания университета работает в НИИП (Научно исследовательский институт приборостроения, сегодня — холдинг «Российские космические системы»), где прошёл трудовой путь от инженера до главного конструктора направления.

### Конструкторская работа
Юрий Гектин — создатель информационных систем и спектрозональных сканирующих приборов (радиометров) оптического диапазона малого, среднего и повышенного среднего пространственного разрешения для дистанционного зондирования Земли (ДЗЗ), используемых в интересах исследования природных ресурсов, гидрометеорологического, экологического мониторинга и наук о Земле  Архивная копия от 26 декабря 2021 на Wayback Machine.
При участии Юрия Гектина разработана уникальная съемочная аппаратура, позволившая получить первые, и на сегодняшний день единственные в мире, цветные изображения с поверхности планеты Венера. Он является автором методик обработки полученной информации, которая до настоящего времени не потеряла своей актуальности и продолжает использоваться учёными многих стран мира.
Юрий Гектин — один из основных идеологов и разработчиков прибора «Термоскан», установленного на космическом аппарате «Фобос», который впервые в мире успешно осуществил тепловую съёмку поверхности Марса с высоким пространственным разрешением. Разработанные им методы калибровки и обработки полученных данных позволили создать уникальные карты тепловой инерции поверхности планеты и получить новые данные о строении её атмосферы.
Юрий Гектин активно участвовал в разработке и создании многозональных сканирующих систем, предназначенных для дистанционного исследования Земли из космоса. При его непосредственном участии были разработаны и созданы системы наблюдения, установленные на космических аппаратах серии «Метеор-Природа», «Ресурс-О», «Океан», на модуле «Природа» станции «Мир». Он разработал и обеспечил практическое внедрение в созданную аппаратуру методов наклонного зондирования при исследовании акваторий, что позволило эффективно решить целый ряд практических задач при дистанционном исследовании динамических процессов в океанах.
Юрий Гектин принимал активное участие в разработке и создании аппаратуры обнаружения засветки от Солнца и горизонта Земли для первого в России технологического наноспутника «ТНС-0 Архивная копия от 26 декабря 2021 на Wayback Machine», запущенного в ручном режиме с МКС.
Под руководством Юрия Гектина и при его участии идёт разработка и создание многозональных сканирующих систем для гидрометеорологических спутников нового поколения «Метеор-М», «Метеор-МП», «Электро-Л»  Архивная копия от 26 декабря 2021 на Wayback Machine, «Канопус-В-ИК», «Арктика-М»  Архивная копия от 26 декабря 2021 на Wayback Machine, а также ряда перспективных космических программ  Архивная копия от 26 декабря 2021 на Wayback Machine.
Юрий Гектин является одним из основных идеологов и разработчиков прибора МСУ-МР (многозональное сканирующее устройство малого разрешения), установленного на космических аппаратах серии «Метеор-3М», который впервые в российской практике получает на регулярной основе гидрометеорологическую информацию, не уступающую по своим характеристикам лучшим иностранным образцам. Юрий Гектин — автор патента на изобретение по этой аппаратуре.
Под руководством Юрия Гектина и при его непосредственном участии, впервые в России была создана гидрометеорологическая аппаратура для многозональной съёмки Земли с геостационарной орбиты в тепловой области спектра (установлена на спутниках серий «Электро-Л» и «Арктика-М») Архивная копия от 26 декабря 2021 на Wayback Machine. Реализация достигнутых требуемых характеристик этой аппаратуры стала возможна благодаря концепции применения отечественных многоэлементных приёмников тепловой обрасти спектра в сочетании со специальной бортовой системой обработки информации и её калибровки. Он является автором патента на изобретение по этой аппаратуре.
Юрий Гектин разработал и внедрил в конкретную спутниковую аппаратуру концепцию создания широкозахватной системы наблюдения за очагами возгорания на начальной стадии. Созданная под его руководством аппаратура МСУ-ИК-СРМ (многозональное сканирующее устройство ИК- диапазона среднего разрешения модернизированное) не имеет мировых аналогов и крайне актуальна для системы МЧС России. Лётные испытания этой аппаратуры успешно прошли в 2017 году на космическом аппарате «Канопус-В-ИК».

### Научная деятельность
Работая на важнейшем научно-техническом направлении холдинга «Российские космические системы», Юрий Гектин вносит существенный вклад в организацию исследований и разработок, подготовку молодых инженеров и изобретателей, доведение новых результатов интеллектуальной деятельности и технологий до практического использования в перспективных изделиях космической техники для ДЗЗ.
По сведениям на 2021 год, является автором более 200 научных работ и большого количества внедренных авторских свидетельств.

### Образовательная деятельность
Юрий Гектин активно участвует в образовательной и методической деятельности. Он является научным руководителем аспирантов в аспирантуре холдинга «Российские космические системы». Входит в состав научно-технического совета РКС.

### Семья
Женат (жена — Людмила Алексеевна Гектина (урожд. Казанская), 1954 г.р.). Есть сын (Андрей Юрьевич Гектин, 1981 г.р.).
Отец, Михаил Львович Гектин (1928—1997), ученый-физик, впоследствии — школьный преподаватель.
Мать, Валентина Петровна Гектина (1928—2020), работала медицинской сестрой.

### Награды и звания
За достигнутые достижения по созданию современных космических комплексов Юрий Михайлович Гектин в 2017 году был награждён премией Правительства Российской Федерации в области науки и техники. В 2022 году присвоено звание заслуженного изобретателя Российской Федерации.